# كيث كوكرين
كيث كوكرين (بالإنجليزية: Keith Cochrane)‏ هو رائد أعمال بريطاني، ولد في 5 ديسمبر 1949 في إدنبرة في المملكة المتحدة.